# Fred McLean
Frederick Ferguson „Fred“ McLean (* 16. März 1893 in Lakeville, New Brunswick; † 19. November 1971 in Fredericton, New Brunswick) war ein kanadischer Eishockeyspieler und -trainer, der während seiner aktiven Karriere zwischen 1910 und 1921 unter anderem acht Spiele für die Quebec Bulldogs und Hamilton Tigers in der National Hockey League auf der Position des Verteidigers bestritten hat.

## Karriere
McLean spielte zunächst bis 1913 für die Fredericton Capitals in seiner Heimatprovinz New Brunswick, gefolgt von einem einjährigen Engagement an der University of New Brunswick. Weitere Stationen waren in der Folge die Sydney Millionaires sowie auf US-amerikanischem Boden die Maine Island Falls und Boston Arenas. Von 1917 bis 1919 lief der Verteidiger dann wieder für die Sydney Millionaires auf. Anschließend war er bis 1920 für die Glace Bay Miners aktiv.
Am 16. Februar 1920 unterschrieb McLean einen Vertrag bei den Quebec Bulldogs aus der National Hockey League, für die er im Verlauf der Saison 1919/20 sieben Spiele bestritt. Vor der Saison 1920/21 wurde das Franchise der Quebec Bulldogs nach Hamilton umgesiedelt und in Hamilton Tigers umbenannt. Der Abwehrspieler blieb dem Team treu und ging in einem weiteren Spiel für das Team aufs Eis. Er beendete die Saison schließlich bei seinem Heimatklub Fredericton Capitals, ehe er seine Laufbahn im Alter von 28 Jahren als beendet erklärte.
Nach dem Ende seiner aktiven Karriere arbeitete McLean ab dem Jahr 1921 als Trainer im Eishockeyprogramm der University of New Brunswick. Diese Position übte er zunächst bis 1930 aus. Anschließend folgte nach einer dreijährigen Pause eine zweite Amtszeit von 1933 bis 1937. Des Weiteren arbeitete er in der Folge als Polizist und auch als Trainer eines Seniorenteams in Sackville in der Provinz New Brunswick. McLean verstarb am 19. November 1971 im Alter von 78 Jahren in Fredericton. Im Jahr 2000 wurde er posthum in die New Brunswick Sports Hall of Fame aufgenommen.

## Erfolge und Auszeichnungen
- 2000 Aufnahme in die New Brunswick Sports Hall of Fame (posthum)